# Teoría deflacionaria de la verdad
La teoría deflacionaria de la verdad es una familia de teorías que comparten la afirmación de que las aseveraciones que predican la verdad de una proposición en realidad no le atribuyen una propiedad llamada verdad a dicha proposición o enunciado de la misma forma que se atribuye una propiedad a un objeto cualquiera. Michael Dummett atribuye la teoría de manera inicial a Gottlob Frege, y esta habría encontrado defensa en otros autores como Quine, Ayer y Ramsey.
Las teorías que sostienen que la verdad es una propiedad de los portadores de verdad, tal como interpretar que «algunas manzanas son rojas» equivale a afirmar que «el rojo es una propiedad de algunas manzanas», se las llama teorías robustas (o inflacionarias) de la verdad.
Para tales teorías, la tarea es explicar la naturaleza de esa propiedad. Los criterios de verdad definen qué se entiende por «verdad» y nos ayudan a decidir si una proposición es verdadera o falsa. Hay diferentes criterios de verdad, aplicables a distintos tipos de proposiciones. Tales han sido tradicionalmente las teorías acerca de la verdad.
En la actualidad algunos filósofos rechazan la idea de que la verdad es un concepto robusto en este sentido. Desde este punto de vista, decir «"2 + 2 = 4" es verdad» es no decir más que «2 + 2 = 4», y eso es todo lo que hay para decir acerca de la verdad. Estas posiciones son llamadas teorías deflacionistas de la verdad (porque el concepto ha perdido valor) o también teorías desentrecomilladoras (para llamar la atención a la mera «desaparición» de las comillas de citación en casos como el del ejemplo de arriba). La preocupación más importante de estas visiones es aclarar esos casos especiales donde parece que el concepto de la verdad tiene propiedades peculiares e interesantes.
Desde este punto de vista, la verdad no es el nombre de alguna propiedad de las proposiciones —algo sobre lo que uno podría tener una teoría. La creencia de que la verdad es una propiedad es sólo una ilusión causada por el hecho de que tenemos que predicar «es verdad» en nuestro lenguaje. Como la gran parte de los predicados nombran propiedades, nosotros asumimos de forma natural que «es verdad» también lo es.
Pero, de acuerdo con los deflacionistas, las declaraciones que parecen decir la verdad realmente no hacen más que indicar estar de acuerdo con la declaración.
Es común entender que la verdad es una propiedad de las proposiciones verdaderas, en el mismo sentido que rojez es una propiedad de las cosas rojas. Las afirmaciones como «esa oración es verdadera» se analizarían como oraciones de sujeto-predicado comunes y su verdad dependerían del tipo de concepción particular de la verdad que se maneje. Esta postura de la verdad se denomina «teoría inflacionaria de la verdad»

## Variantes
Las teorías redundantes de la verdad sostienen que afirmar que una declaración es verdad es sólo afirmar la propia declaración. Así, decir que «la nieve es blanca» es verdad no es sino decir ni más ni menos que la nieve es blanca.
Una variante es la teoría pro-oracional que considera aparente la equivalencia entre la oración y su predicado como verdadera, ya que lo que se dice con la oración podría en principio ser dicho sin ella. «Es verdadero» es simplemente una economía de expresión referida a ella. En este sentido es una declaración o función «performativa» que viene a expresar la conformidad entre los hablantes acerca de la oración proferida.
La idea de que algunas afirmaciones son más acciones que declaraciones comunicativas no es tan extraño como podría parecer. El «Sí, quiero» en el momento adecuado de una boda, está realizando el acto de tomar a esa persona en matrimonio por ley. No está describiendo o interpretando una realidad sino realizando la acción que la oración supone como afirmación de verdad: «Es verdad que quiero a esta persona en matrimonio».
Un tercer tipo de teoría deflacionista es la teoría de la descontextualización que usa una variante del esquema de Tarski: Decir que «"P" es verdad» es decir que P. Una de las versiones más minuciosamente resueltas de esta perspectiva es la teoría pro-sentencial de la verdad, desarrollada por primera vez por Dorothy Grover. Esta teoría sugiere que el predicado gramatical «es verdad» no funciona semánticamente o lógicamente como un predicado. Todos los usos de «es verdad» son usos prosentenciales. Cuando alguien afirma «es verdad que está nevando», la persona le está preguntando al que escucha que considere la sentencia «está nevando» y está diciendo «que es verdad», de manera que la afirmación «es verdad» se toma globalmente como prosentencial, como una analogía de lo que es un pronombre.